# Percy Williams
Percy Alfred Williams (19 de mayo de 1908 en Vancouver, Canadá; † 29 de noviembre de 1982, ib.) fue un atleta canadiense especialista en pruebas de velocidad que fue campeón olímpico de 100 y 200 metros en los Juegos de Ámsterdam 1928.
Percy Williams era prácticamente un desconocido a nivel internacional antes de los Juegos Olímpicos de Ámsterdam 1928, a los que llegó tras proclamarse en Hamilton campeón de Canadá de 100 y 200 metros.
Tenía solo 20 años y su clasificación para la final olímpica de los 100 metros ya había sido una sorpresa. En principio los velocistas estadounidenses partían como los grandes favoritos. La final se celebró el día 30 de julio, y Williams realizó una gran salida, tomando una ligera ventaja desde el inicio que ya no abandonaría hasta la meta, logrando la primera de sus dos medallas de oro con una marca de 10,8
Dos días más tarde, el 1 de agosto, completaba su doblete olímpico con el oro en los 200 metros, donde ganó con 21,8. Era el tercer hombre en la historia en ganar los 100 y los 200 metros en unos Juegos Olímpicos, tras los estadounidenses Archie Hahn en 1904 y Ralph Craig en 1912.
Tras los Juegos siguió compitiendo a buen nivel durante varios años. Entre sus éxitos destaca su victoria en las 100 yardas en la primera edición de los Juegos del Imperio Británico (luego llamados Juegos de la Commonwealth) celebrada en Hamilton en 1930. Además el 9 de agosto de ese mismo año logró en Toronto un nuevo récord mundial de los 100 metros con 10,3 rebajando en una décima el récord anterior de 10,4 que habían hecho entre otros Charlie Paddock y Eddie Tolan. El nuevo récord no sería superado hasta 1936, por el mítico Jesse Owens.
Precisamente en 1930, una lesión en el muslo frenó su imparable trayectoria, y ya no volvería a ser el mismo. Participó en los Juegos Olímpicos de Los Ángeles 1932, siendo eliminado en los cuartos de final de los 100 metros, y logrando la cuarta plaza con el equipo canadiense de relevos 4 x 100 metros. Después decidió retirarse del atletismo.
Posteriormente trabajó como agente de seguros. En 1979 fue nombrado Oficial de la Orden de Canadá, unas de las mayores distinciones de su país.
Nunca se casó y vivía con su madre, cuya muerte, en 1980 a los 92 años, le sumió en una depresión, a lo que se sumó sus problemas de salud, con fuertes dolores debido a la artritis. Entusiasta coleccionista de armas, el 29 de noviembre de 1982 se suicidó pegándose un tiro en la cabeza con una escopeta que le habían regalado en 1928 por su hazaña olímpica.